# NHL-Rivalitäten
Rivalitäten zwischen NHL-Teams gibt es einige, aber keine sind so berühmt und geschichtsträchtig, wie die zwischen den Boston Bruins und den Montréal Canadiens, Toronto Maple Leafs und Montréal Canadiens, New York Rangers und New York Islanders, sowie den Edmonton Oilers und Calgary Flames. Doch es hat sich eine Rivalität entwickelt, die daran anknüpfen kann, nämlich die zwischen den Philadelphia Flyers, New Jersey Devils und den New York Rangers. 

## Original-Six-Rivalitäten
Zu Zeiten der "Original Six" in der NHL spielten die Teams in der Saison viel häufiger gegeneinander. Es herrschten daher nicht nur Rivalitäten zwischen den Teams, sondern auch persönliche Rivalitäten zwischen den Spielern. Die größten Rivalitäten waren:
- Chicago Blackhawks und Detroit Red Wings
- Detroit Red Wings und Toronto Maple Leafs
- Detroit Red Wings und Montréal Canadiens
- Toronto Maple Leafs und Montréal Canadiens
- Montréal Canadiens und Boston Bruins
- Boston Bruins und New York Rangers

## Flyers-Rangers-Rivalität
Die Philadelphia Flyers und die New York Rangers trafen bisher zehn Mal in den Play-offs aufeinander, die Flyers gewannen davon sechs Serien.
Auf ihrem Weg zum Stanley Cup 1973–74 siegten die Flyers über die Rangers. Die Serie ging über sieben Spielen, allerdings waren die Rangers in den entscheidenden Momenten nicht auf der Höhe des Geschehens.
In den Play-offs 1986 trafen die Teams wieder aufeinander. Gleich in der ersten Runde konnten die Rangers die hoch favorisierten Flyers besiegen. Die Flyers standen im Jahr davor und danach im Stanley-Cup-Finale.
1995 und 1997 standen sich die Teams erneut in den Play-offs gegenüber. 1995 wurden die Rangers, die als Titelverteidiger antraten, in der zweiten Runde von den Flyers gedemütigt, als sie glatt mit 4-0 unterlegen waren. 1997 gewann Philadelphia das Eastern-Conference-Finale gegen New York. Es war für die nächsten neun Jahre die letzte Play-off-Teilnahme für New York. Und für Wayne Gretzky und Mark Messier die letzte in ihrer Karriere. Zur Rivalität trug auch noch bei, dass man sich 1992 darum stritt, wer die Rechte an Eric Lindros hat. 2001 transferierten die Flyers Lindros nach New York.

## Devils-Flyers-Rivalität
Die Rivalität begann als die Flyers und die New Jersey Devils zum ersten Mal in den Play-offs 1995 aufeinandertrafen und die Devils die Finalserie im Conference-Finale mit 4-2 für sich entscheiden konnten und das darauf folgende Finale um den Stanley Cup gewannen. In den Play-offs 2000 standen beide Teams erneut im Conference-Finale. Diesmal führten die Flyers in der Serie bereits mit 3-1, verloren aber die nächsten zwei Spiele. Im entscheidenden siebten Spiel verletzte sich Eric Lindros, für den es das letzte Spiel für Philadelphia war und die Devils gewann die Partie, zogen in das Stanley-Cup-Finale ein und siegten dort über die Dallas Stars.
2004 gingen die Flyers aus einer Play-off-Serie als Sieger hervor, als sie die titelverteidigenden Devils in der ersten Runde besiegten. Die Rivalität besteht sogar in New Jersey selbst. Der nördliche Teil des Staats ist das Gebiet der Devils-Fans, während im südlichen Teil zum größten Teil die Philadelphia-Fans zu Hause sind.

## Devils-Rangers Rivalität
1994 trafen beide Teams im Eastern-Conference-Finale aufeinander. Die Rangers beendeten die Saison auf Platz 1 und die Devils auf Platz 2 der Liga, wobei eines der Highlights der 6-0-Shutout der Rangers über New Jersey war. Doch die Play-off-Serie gestaltete sich um einiges enger. Bereits das erste Spiel wurde erst in der zweiten Verlängerung entschieden. Den Sieg trugen die Devils davon. Das zweite Spiel gewannen die Rangers deutlich mit 4-0 und im dritten Spiel gewannen sie diesmal in der zweiten Verlängerung. Die nächsten zwei Spiele gewann New Jersey. Die Devils brauchten nur noch einen Sieg zum Weiterkommen, doch der Kapitän der Rangers Mark Messier kündigte einen Sieg für sein Team an und tatsächlich gewannen die Rangers durch eine Hattrick von Messier. Das entscheidende siebte Spiel musste nach 80 Minuten, wie schon zwei Spiele der Serie, in die zweite Verlängerung, wo die Rangers die Serie für sich entschieden und später auch den Stanley Cup.
In der regulären Saison dominierten die Devils die New York Rangers für über vier Jahre. Vom 17. Februar 1997 bis zum 31. März 2001 konnten die Rangers nicht mehr gegen den Rivalen gewinnen.

## Islanders-Rangers Rivalität
1972 wurde mit der WHA eine Konkurrenzliga zur NHL geschaffen. Die WHA wollte ein Franchise in New York eröffnen und das Team sollte im modernen Nassau Veterans Memorial Coliseum in Nassau County seine Heimat haben. Weder die NHL noch die Behörden in Nassau County wollten ein WHA-Team im Gebiet um New York haben, worauf die NHL ein Franchise in Long Island errichtete, dessen Team, die New York Islanders, im modernen Eisstadion spielen konnte. Die Islanders mussten an die New York Rangers eine Entschädigung in Höhe von vier Millionen US-Dollar zahlen, da sie sich im Umfeld der Rangers angesiedelt hatten.
1975 gelangten die Islanders erstmals in die Play-offs und trafen gleich in der ersten Runde auf die Rangers in der Serie "Best of three". Die Islanders gingen nach drei Spielen als Sieger hervor. 1979 waren die Islanders das beste Team der Liga und im Halbfinale trafen sie auf die Rangers. Sensationell gewannen die Rangers gegen die hoch favorisierten Islanders.
Die Islanders gewannen von 1980 bis 1983 vier Mal in Folge den Stanley Cup und erreichten 1984 ebenfalls das Finale. Von 1981 bis 1984 gab es jedes Mal in den Play-offs die Partie beider Teams aus New York. Die Islanders gewannen alle vier Serien. Die von 1984 verlief sehr knapp, weshalb man sie auch die „Schlacht um New York“ nannte.
In den 1990er Jahren begegnete man sich zweimal in den Play-offs. 1990 siegten die Rangers mit 4-1 und 1994 auf ihrem Weg zum ersten Stanley-Cup-Triumph seit 1940 glatt mit 4-0. 
Mittlerweile hat die Rivalität seit ihrem Höhepunkt Anfang der achtziger Jahre ziemlich abgenommen, was auch damit zusammenhängt, dass sich beide Teams seit 1997 entweder gar nicht für die Play-offs qualifizierten, oder nicht mal die erste Runde überstehen konnten. Doch die Fans versuchen die Rivalität aufrechtzuerhalten. So stimmen die Rangers-Fans, selbst wenn sie gar nicht gegen die Islanders spielen, den Fangesang "Potvin Sucks!" an, womit sie den ehemaligen Islanders-Spieler Denis Potvin verspotten, der aber auch schon seit 1988 nicht mehr aktiv ist. Im Gegenzug brüllen die Fans der New York Islanders, wenn die Orgel die Melodie vom "Ententanz" spielt, in den letzten Takten "The Rangers Suck! Suck! Suck! Suck! Suck". Bis 1994 war auch "19-40" ein beliebter Schlachtruf im Nassau Coliseum, eine Anspielung auf die langen Jahre der Rangers ohne Stanley-Cup-Gewinn. Gewalttätige Ausschreitungen zwischen beiden Fangruppen sind vor allem im engen, nur mit einem Umlauf versehenen Nassau Coliseum keine Regel, aber auch keine Ausnahme. Als 2003 bei einem Heimspiel der Islanders gegen die Flyers vor Spielbeginn verkleidete Weihnachtsmänner während einer Zeremonie das Eis betraten, warf einer der Kostümierten seinen Mantel ab und lief im Rangers-Trikot über das Eis. Wenige Sekunden später schlugen mehrere Weihnachtsmänner, darunter auch Kleinkinder, auf den Rangers-Fan ein.  
Seit 2005 halten die Rangers eine knappe Führung bei den Duellen mit den Islanders in der regulären Saison. Die Rangers gewannen das Duell 89 Mal, die Islanders 85 Mal, 19 Mal gab es ein Unentschieden. In den Play-offs führen allerdings die Islanders mit 20 Siegen gegenüber 19 Niederlagen. Außerdem konnten sie von den acht Play-off-Serien fünf gewinnen.
Seit 2001 wird die Pat LaFontaine Trophy verliehen, die an das Team aus New York geht, dass die reguläre Saison am besten beendet. Lafontaine spielte für beide Teams.

## Bruins-Canadiens Rivalität
Die Rivalität zwischen den Boston Bruins und den Montréal Canadiens ist eine der ältesten und größten in der NHL. Beide Teams gehören den Original Six an. Keine Paarung gab es häufiger in der Geschichte der NHL, allerdings ist recht einseitig, da das Team aus Montreal dreiviertel aller Play-off-Paarungen für sich entscheiden konnte. Zu Beginn der Saison 2005–06 hatten die Bruins 250 Siege in der regulären Saison auf ihrem Konto, die Canadiens 310. 105 Spiele endeten mit einem Unentschieden seit die Bruins 1924 der NHL beitraten.
In den fünfziger Jahren besiegten die Canadiens die Bruins dreimal im Stanley-Cup-Finale. Außerdem noch im Halbfinale 1952, als Maurice Richard im entscheidenden Spiel ausgeknockt wurde, dann aber zurück ins Spiel kam und das entscheidende Tor zum Sieg schoss. Eines der berühmtesten Fotos der NHL zeigt Richard und Bruins Torhüter Jim Henry beim Händeschütteln nach dem Spiel. Richard mit einem Cut über der Augenbraue und Henry mit einem schwarzen Auge.
Im März 1955 bekam Maurice Richard im Duell mit Boston eine Matchstrafe und wurde für den Rest der Saison gesperrt, da er Hal Laycoe verletzt hatte. Laycoe hatte Richard mit dem Schläger am Kopf getroffen, worauf Richard zurückschlug. Als der Linienrichter dazwischengehen wollte, wurde er von Richard getroffen. Die Canadiens konnten den Stanley Cup nicht holen und Richard kostete es den Titel als bester Scorer.
1971 verloren die Bruins trotz Platz 1 in der Liga ihr Duell mit den Canadiens in der ersten Runde mit 3-4. Entscheidend war das zweite Spiel, als die Bruins eine 5-1-Führung verschenkten und mit 5-7 verloren. 1972 konnten dann die Bruins den Stanley Cup gewinnen. Allerdings verloren sie 1977 und 1978 beide Finalserien gegen die Canadiens.
Einer der bedeutendsten Momente in der Rivalität der beiden Teams war das siebte Spiel im Play-off-Halbfinale 1979. Vier Minuten vor Schluss trafen die Boston Bruins zur Führung, doch kurz darauf gab es eine Strafzeit gegen Boston, da sie zu viele Spieler auf dem Eis hatten. Als Folge glichen die Montréal Canadiens im Powerplay aus und gewannen das Spiel in der Verlängerung und konnten in das Stanley-Cup-Finale einziehen, wo sie den vierten Titel in Folge holten.
In den 1980er Jahren setzten sich die Duelle fort und auch in den 1990ern trafen die Teams in den Play-offs aufeinander. 1994 gewann Boston gegen Titelverteidiger Montreal in einer über sieben Spiele dauernden Erstrunden-Serie. Bemerkenswert war dabei, dass Montreals Torhüter Patrick Roy das dritte Spiel auf Grund einer Blinddarmentzündung verpasste, er dann die Ärzte überreden konnte am vierten Spiel teilzunehmen um beim 5-2-Sieg der Canadiens 39 Schüsse abzuwehren.
2002 und 2004 gewannen die Canadiens in der ersten Runde der Play-offs gegen Boston. Der Hass der Bruins war groß, da sie die reguläre Saison besser absolviert hatten als die Canadiens.

## Blues-Blackhawks Rivalität
Nur 300 Meilen liegen zwischen St. Louis und Chicago und eine Zeit lang gehörten sowohl die St. Louis Blues als auch die Chicago Blackhawks demselben Mann und seit 1970 spielen beide Teams in der gleichen Division.
Der Höhepunkt der Rivalität war in den neunziger Jahren erreicht, als beide Teams mit Stars gespickt war, wie bei den Blackhawks Ed Belfour, Dirk Graham und Chris Chelios und bei den Blues Curtis Joseph, Brett Hull und Adam Oates. Beide Teams spielten in älteren Eishallen, die als besonders laut bekannt waren.
Der wahrscheinlich größte Moment der Rivalität war 1993 das Halbfinale der Norris Division in den Play-offs. In der regulären Saison hatten die Blackhawks den ersten Platz in der Division gemacht, doch in der Serie gegen die Blues verloren sie glatt mit 4-0. Torhüter Ed Belfour klagte, dass er beim entscheidenden Tor in der Verlängerung behindert worden sei. Die Wut der Blackhawks führte dazu, dass sie die Gästekabine im Eisstadion von St. Louis verwüsteten. Ein Kaffee-Automat, ein Fernseher, das Entmüdungsbecken und noch mehr wurde zerstört. Ed Belfour weigert sich seitdem während der regulären Saison ein Spiel in St. Louis zu bestreiten. Einzige Ausnahme war 1999, als er mit den Dallas Stars antrat und er im letzten Drittel für Roman Turek eingewechselt wurde, der vier haltbare Schüsse ins Tor ließ.
Unter mehreren Trainern hatten die Blackhawks kein Glück und verpassten die Play-offs. Während die Blues 25 Jahre in Folge immer die Play-offs erreichten, diese Serie jedoch mit der Saison 2005–06 zu Ende ging.

## Die Schlacht um Alberta
Die "Schlacht um Alberta" ist eine Rivalität zwischen den Edmonton Oilers und den Calgary Flames. Die Teams sind in den zwei größten Städten Albertas ansässig.
Die Oilers traten 1979 der NHL bei, da die WHA, zu der sie vorher gehörten, aufgelöst wurden. 1980 folgten die Flames nach Alberta, die die Jahre zuvor in Atlanta beheimatet waren. Und es kam sofort die Frage, wer die Nummer 1 in Alberta sein würde. In der Saison 1980–81 schlossen die Calgary Flames besser ab und erreichten das Conference-Finale, doch in den nächsten Jahren waren es die Edmonton Oilers, die für Schlagzeilen sorgten, angeführt von ihrem aufstrebenden Star Wayne Gretzky. Sie holten als erstes den Stanley Cup und wuchsen zu einer der besten Mannschaften der achtziger Jahre zusammen, mit Spielern, wie Grant Fuhr, Mark Messier oder Paul Coffey. Edmonton besiegte Calgary 1983, 1984, 1988 und 1991 in den Play-offs und sie holten den Stanley Cup 1984, 1985, 1987, 1988 und 1990. 1986 konnten die Flames überraschend den dritten Stanley-Cup-Triumph der Oilers in Folge verhindern, als sie Edmonton in den Play-offs durch ein Eigentor von Oilers-Spieler Steve Smith besiegen konnten.
Die Calgary Flames konnten den Stanley Cup 1989 gewinnen, trafen in den Play-offs aber nicht auf die Rivalen aus Edmonton. Die letzte Play-off-Begegnung zwischen beiden Teams fand 1991 statt.
Da beide Teams in den neunziger Jahren keine besonderen Erfolge vorzuweisen hatte, kühlte die Rivalität zwischen den beiden Teams etwas ab. Hinzu kamen auch noch finanzielle Probleme bei beiden Teams und Experten sagten voraus, dass außer den Toronto Maple Leafs kein kanadisches Team lange existieren wird.
Die beiden Teams trafen nur noch in der regulären Saison aufeinander.
2004 konnten die Flames wieder ins Stanley-Cup-Finale einziehen, 2006 waren es die Oilers. Die "Schlacht um Alberta" ist seitdem wieder entfacht.

## Die Schlacht um Ontario
Die Rivalität zwischen den Toronto Maple Leafs und den Ottawa Senators ist sehr beliebt und oft treffen beide Teams in den Play-offs aufeinander. Zudem spielen beide Teams auch noch in derselben Division. Oft wird die Rivalität auch als "Schlacht um Ontario" bezeichnet. Dazu bei trägt außerdem, dass beide Städte wichtige Rollen in Kanada spielen: Ottawa ist die Hauptstadt Kanadas und Toronto die größte Stadt des Landes und die Hauptstadt Ontarios.
Die Ottawa Senators schlossen sich 1992 der Liga an, doch es dauerte bis Ende der neunziger Jahre, bis die Rivalität zwischen beiden Teams entfacht war. Von 1992 bis 1998 spielten die Toronto Maple Leafs in der Western Conference, während die Ottawa Senators zum Osten der Liga gehörten. Aus diesem Grund spielten beide Mannschaften nur selten gegeneinander. Vor der Saison 1998–99 wurden die Conferences und Divisionen neu strukturiert und Toronto wechselte zur Eastern Conference in die Northeast Division mit Ottawa, Montreal, Buffalo und Boston. Seit 1999 kämpfen beide Teams Jahr für Jahr um Platz eins in der Division.

Durch den Beitritt 1992 von Ottawa hatten die englischsprachigen Fans im Osten Kanadas nun neben den Toronto Maple Leafs ein weiteres Team, das sie unterstützen konnten und wanderten zum Teil ins Fanlager der Senators über. Die Franko-Kanadier schlossen sich ebenfalls den Senators an um sich von "les equipes Québecois" (den Mannschaften aus Québec) abzusondern. Doch nicht alle Toronto-Fans in der Nähe von Ottawa wurden Anhänger der Senators, sodass viel Fans der Maple Leafs zu Spielen in Ottawa kommen.
2000 trafen beide Teams erstmals in den Play-offs aufeinander und die Maple Leafs gewannen die Serie nach sechs Spielen. Die Fans der Maple Leafs sahen den Triumph als Rache für einen Zwischenfall in einem Spiel beider Mannschaften in der regulären Saison, als Maple Leaf-Verteidiger Bryan Berard schwer am Auge verletzt wurde. 2001 kam es in der ersten Runde der Play-offs erneut zu der Paarung. Die Senators waren klarer Favorit, da sie alle vier Spiele in der regulären Saison gegen Toronto gewonnen hatten und auf Platz zwei in der Eastern Conference landeten, während die Maple Leafs nur auf Platz 7 kamen. Doch Toronto drehte in den Play-offs den Spieß um und zog nach vier Spielen in die zweite Runde ein. Ottawa gelang es in der Serie erst im dritten Spiel drei Minuten vor Schluss ihr erstes Tor zu schießen. Besonders aus Sicht der Fans aus Ottawa wuchs die Feindschaft zwischen beiden Teams an. 2002 trafen sie zum dritten Mal in Folge in den Play-offs aufeinander. Die Serie war sehr ausgeglichen, aber Toronto konnte, obwohl mehrere wichtige Spieler fehlten, die Serie mit 4-3 gewinnen.
Den bisherigen Höhepunkt erreichte die Rivalität 2004 als Darcy Tucker von Toronto Chris Neil von Ottawa, der auf der Spielerbank saß, angriff. Neil schlug zurück und Tucker begann damit Shane Hnidy zu schlagen, der ebenfalls zurückschlug. Mehrere Spieler begannen sich zu prügeln. Am Ende bekamen Tucker, Hnidy und Neil je eine große Strafe (5 Minuten) wegen Faustschlags und eine Spieldauer-Disziplinarstrafe (Spielverweis).

83 Sekunde vor Schluss griff Tie Domi Magnus Arvedson von hinten an und schlug mehrfach ohne Grund auf ihn ein. Domi bekam für diese Aktion eine kleine Strafe (2 Minuten) für übertriebene Härte, eine kleine Strafe für Kampfprovokation, eine große Strafe wegen Faustschlags, eine Disziplinarstrafe (10 Minuten) und eine Spieldauer-Disziplinarstrafe. Insgesamt wurden 163 Strafminuten im Spiel vergeben.
Nach dem Spiel wurde Chris Neil von Darcy Tucker beschuldigt ihn angespuckt zu haben. Die NHL entschied, dass Neil nichts getan hatte.
Tucker und Domi mussten in der NHL-Zentrale in Toronto erscheinen und zu den Vorfällen Stellung beziehen. Tucker wurde kurz nach der Anhörung für fünf Spiele gesperrt und Domi für drei.
Im selben Jahr trafen beide Teams in der ersten Runde der Play-offs aufeinander und viele Beobachter waren der Meinung, dass die Senators das klar überlegene Team war. Doch Torhüter Ed Belfour ragte in den sieben Spielen heraus und rettete die Maple Leafs in die nächste Runde.
2005–06 hätte man sich in den Play-offs beinahe wieder getroffen, doch Toronto verpasste die Endrunde um zwei Punkte, während Ottawa den ersten Platz in der Eastern Conference belegte. Ottawa hatte in der regulären Saison sieben der acht Spiele gegen Toronto gewonnen und die meisten Spiele klar dominiert. Drei Spiele endeten 8-0, 8-2 und 7-0.

## Colorado vs. Detroit
Die Rivalität beider Teams bestand schon als es noch kein Franchise in Denver, Colorado, gab, sondern schon in den Spielen zwischen den Detroit Red Wings und den Québec Nordiques. Als die Nordiques nach Denver zogen und sich in Colorado Avalanche umbenannten, existierte bereits eine kleine Rivalität.
Auf ihrem Weg zum Stanley-Cup-Triumph 1996 trafen die Colorado Avalanche im Finale der Western Conference auf die Detroit Red Wings. Claude Lemieux von Colorado checkte Kris Draper im sechsten Spiel gegen die Bande, worauf er schwer verletzt das Spiel verlassen musste. Colorado gewann das Spiel und zog in Stanley-Cup-Finale ein. Nach dem Spiel verweigerten viele Spieler der Red Wings Claude Lemieux den Handschlag.
In der nächsten Saison während des letzten Spiels zwischen beiden Teams in der regulären Saison attackierte Red Wings-Stürmer Darren McCarty Claude Lemieux um seinen Teamkameraden Kris Draper zu rächen. Torhüter Patrick Roy wollte Lemieux zu Hilfe kommen, doch er wurde gestoppt von Detroits Brendan Shanahan. Es entwickelte sich eine Massenschlägerei, auch bekannt als Brawl in Hockeytown. Detroit gewann das Spiel in der Verlängerung. In den Play-offs kam es im Western-Conference-Finale zu derselben Paarung. Nach drei Spielen führten die Red Wings mit 2-1 und im vierten Spiel gewannen sie mit einem 6-0-Shutout. Im fünften Spiel drehte Colorado den Spieß um und siegte ebenfalls mit 6-0. Im sechsten Spiel konzentrierten sich die Detroit Red Wings auf ihr Defensivspiel und holten den entscheidenden vierten Sieg und eine Runde später auch den Stanley Cup.
Im nächsten Jahr kamen die Avalanches nicht über die erste Runde hinaus, während Detroit den zweiten Titel in Folge holte. 1999 trafen sich beide Teams wieder in der zweiten Runde der Play-offs. Detroit strebte an den dritten Stanley Cup hintereinander zu holen und gewann die ersten zwei Spiele gegen Colorado, doch die Avalanches kamen zurück und gewannen vier Spiele am Stück und zogen ins Conference-Finale ein, wo sie Dallas unterlegen waren. 2000 passierte dasselbe, als Detroit wieder die ersten zwei Spiele gewann und die nächsten vier gegen Colorado verlor.
2002 erreichten beide Teams wieder das Conference-Finale. Detroit hatte Vancouver in der ersten Runde nach sechs Spielen besiegt und gewann dann die Serie gegen St. Louis. Colorado musste gegen seine beiden Gegner, Los Angeles und San Jose, über die volle Distanz von je sieben Spielen gehen. Das Conference-Finale stand nach sechs Spielen unentschieden, als Detroit die Colorado Avalanche im siebten Spiel mit 7-0 vom Eis fegten. Wie in den Conference-Finals zuvor holten der Sieger aus diesem Duell auch den Stanley Cup, was Detroit auch diesmal schaffte.
Im Laufe der Jahre hat die Rivalität zwischen beiden Teams mit den Abgängen der "alten" Spieler, wie Patrick Roy, abgenommen. In der Saison 2005–06 konnten die Red Wings alle vier Spiele gegen Colorado gewinnen.